# Анреп
Анреп (нід. Anreep) — селище в нідерландській провінції Дренте. Входить до муніципалітету Ассен.
Його площа становить 3,03 км², а населення станом на 2021 рік складало 60 осіб.
Перша згадка про населений пункт датується 1217 роком.